# Możanka
Możanka – struga, lewostronny dopływ Legi o długości 16,76 km.
Płynie głównie przez obszary bezleśne, przyjmuje dopływ Pluskwiankę. Jej wody są dość zasobne w składniki mineralne, o czym może świadczyć dobrze rozwinięta roślinność wodna, a zwłaszcza widoczne po lewej stanowisko przęstki pospolitej, lubiącej czyste, zimne i zasobne w wapń wody.
W końcowym odcinku brzegi Możanki porośnięte są pasem wierzb i olsz. Im bliżej ujścia do Jeziora Olecko Wielkie, tym częściej na strudze występują duże skupienia grążeli żółtych.